# آکبولاتیورت
آکبولاتیورت (به لاتین: Akbulatyurt) یک منطقهٔ مسکونی در روسیه است که در خاساویورت واقع شده‌است.